# Браунвуд (Техас)
Браунвуд (англ. Brownwood) — місто (англ. city) в США, в окрузі Браун штату Техас. Населення — 18 862 особи (2020).

## Географія
Браунвуд розташований за координатами 31°42′43″ пн. ш. 98°58′34″ зх. д. / 31.71194° пн. ш. 98.97611° зх. д. (31.711932, -98.976123).  За даними Бюро перепису населення США в 2010 році місто мало площу 38,48 км², з яких 38,41 км² — суходіл та 0,07 км² — водойми.

## Демографія
Згідно з переписом 2010 року, у місті мешкало 19 288 осіб у 7369 домогосподарствах у складі 4694 родин. Густота населення становила 501 особа/км².  Було 8448 помешкань (220/км²).
Расовий склад населення:
| - 82,8 % — білих - 5,0 % — чорних або афроамериканців - 0,5 % — корінних американців - 0,5 % — азіатів - 8,9 % — осіб інших рас |

До двох чи більше рас належало 2,3 %. Частка іспаномовних становила 25,9 % від усіх жителів.
За віковим діапазоном населення розподілялося таким чином: 26,2 % — особи молодші 18 років, 59,0 % — особи у віці 18—64 років, 14,8 % — особи у віці 65 років та старші. Медіана віку мешканця становила 34,2 року. На 100 осіб жіночої статі у місті припадало 91,6 чоловіків;  на 100 жінок у віці від 18 років та старших — 88,5 чоловіків також старших 18 років.
Середній дохід на одне домашнє господарство  становив 52 624 долари США (медіана — 36 644), а середній дохід на одну сім'ю — 62 424 долари (медіана — 44 239). Медіана доходів становила 35 618 доларів для чоловіків та 30 050 доларів для жінок. За межею бідності перебувало 25,7 % осіб, у тому числі 40,6 % дітей у віці до 18 років та 7,9 % осіб у віці 65 років та старших.
Цивільне працевлаштоване населення становило 7688 осіб. Основні галузі зайнятості: освіта, охорона здоров'я та соціальна допомога — 26,8 %, виробництво — 15,7 %, роздрібна торгівля — 12,3 %, мистецтво, розваги та відпочинок — 9,2 %.